# Nová Ves pod Pleší
Nová Ves pod Pleší é uma comuna checa localizada na região da Boêmia Central, distrito de Příbram.